# Бабинінський район
Бабинінський район (рос. Бабынинский район) — муніципальне утворення в центрі Калузької області Росії. Адміністративний центр — селище Бабиніно.

## Географія
Площа 870 км² (за іншими даними — 845 км²; 22-е місце серед районів). Район межує на півночі з Юхновським і Дзержинським районами, на сході — з приміською зоною Калуги і Перемишльським районом, на півдні — з Козельським і на заході — з Мещовським районами.
Основні річки — Безвель, Великий Березуй, Висса, Птара.

## Цікаві факти
Бабинінський — єдиний район Калузької області, сільське населення якого до 2000 року збільшилося в порівнянні з 1970 роком більш ніж на 3 тисячі людей. Це сталося за рахунок переселенців з інших областей і країн.